# (9410) 1995 BJ1
(9410) 1995 BJ1 est un objet de la ceinture principale extérieure de 16,997 km de diamètre découvert en 1995.

## Description
(9410) 1995 BJ1 a été découvert le 26 janvier 1995 à l'observatoire de Nihondaira, situé sur une colline surplombant Shimizu-ku à Shizuoka au Japon, par Takeshi Urata.

### Caractéristiques orbitales
L'orbite de cet astéroïde est caractérisée par un demi-grand axe de 3,23 UA, un périhélie de 2,86 UA, une excentricité de 0,12 et une inclinaison de 2,29° par rapport à l'écliptique. Du fait de ces caractéristiques, à savoir un demi-grand axe entre 3,2 et 4,6 UA, il est classé, selon la JPL Small-Body Database, comme objet de la ceinture principale extérieure.

### Caractéristiques physiques
(9410) 1995 BJ1 a une magnitude absolue (H) de 12,6 et un albédo estimé à 0,067, ce qui permet de calculer un diamètre de 16,997 km. Ces résultats ont été obtenus grâce aux observations du Wide-Field Infrared Survey Explorer (WISE), un télescope spatial américain mis en orbite en 2009 et observant l'ensemble du ciel dans l'infrarouge, et publiés en 2011 dans un article présentant les premiers résultats concernant les astéroïdes de la ceinture principale.